# Espacio de Riesz
En matemáticas, un espacio de Riesz, espacio vectorial ordenado en retículo o retículo vectorial es un espacio vectorial parcialmente ordenado, en el que la estructura de orden es un retículo.
Los espacios de Riesz llevan el nombre de Frigyes Riesz, quien los definió por primera vez en su artículo de 1928 Sur la décomposition des opérations fonctionelles linéaires.
Los espacios de Riesz tienen una amplia gama de aplicaciones. Son importantes en la teoría de la medida, ya que los resultados importantes son casos especiales de resultados para espacios de Riesz. Por ejemplo, el teorema de Radon–Nikodym se deduce como un caso especial del teorema espectral de Freudenthal. Los espacios de Riesz también se han aplicado en economía matemática a través del trabajo del economista y matemático greco-estadounidense Charalambos D. Aliprantis.

## Definición

### Preliminares
Si {\displaystyle X} es un espacio vectorial ordenado (que por definición, es un espacio vectorial sobre los números reales) y si {\displaystyle S} es un subconjunto de {\displaystyle X}, entonces un elemento {\displaystyle b\in X} es un límite superior' (respectivamente, límite inferior) de {\displaystyle S} si {\displaystyle s\leq b} (respectivamente, {\displaystyle s\geq b}) para todos los {\displaystyle s\in S.}
Un elemento {\displaystyle a} en {\displaystyle X} es el límite superior mínimo o supremo (respectivamente, límite inferior mayor o ínfimo) de {\displaystyle S} si es un límite superior (respectivamente, un límite inferior) de {\displaystyle S} y si se cumple para cualquier límite superior (respectivamente, cualquier límite inferior) que {\displaystyle b} de {\displaystyle S,} {\displaystyle a\leq b} (respectivamente, {\displaystyle a\geq b}).

### Retículo vectorial preordenado
Un retículo vectorial preordenado es un espacio vectorial preordenado {\displaystyle E} en el que cada par de elementos tiene un elemento supremo e ínfimo.
Más explícitamente, una red vectorial preordenada es un espacio vectorial dotado de un conjunto preordenado, {\displaystyle \,\leq ,\,} tal que para cualquier {\displaystyle x,y,z\in E}:
1. Invariancia traslacional: {\displaystyle x\leq y} implica que {\displaystyle x+z\leq y+z.}
2. Homogeneidad positiva: Para cualquier escalar {\displaystyle 0\leq a,} {\displaystyle x\leq y} implica que {\displaystyle ax\leq ay.}
3. Para cualquier par de vectores {\displaystyle x,y\in E,} existe un supremo (denotado {\displaystyle x\vee y}) en {\displaystyle E} con respecto al orden {\displaystyle \,(\leq ).\,}

El preorden, junto con los elementos 1 y 2, que lo hacen "compatible con la estructura del espacio vectorial", hacen de {\displaystyle E} un espacio vectorial preordenado.
El elemento 3 dice que el pedido anticipado es un semirretículo.
Debido a que el preorden es compatible con la estructura del espacio vectorial, se puede demostrar que cualquier par también tiene un ínfimo, lo que hace que {\displaystyle E} también sea un semirretículo, y por lo tanto, un retículo.
Un espacio vectorial preordenado {\displaystyle E} es un retículo vectorial preordenado si y solo si satisface cualquiera de las siguientes propiedades equivalentes:
1. Para cualquier {\displaystyle x,y\in E,} su supremo existe en {\displaystyle E.}
2. Para cualquier {\displaystyle x,y\in E,} su ínfimo existe en {\displaystyle E.}
3. Para cualquier {\displaystyle x,y\in E,} su mínimo y su supremo existen en {\displaystyle E.}
4. Para cualquier {\displaystyle x\in E,} {\displaystyle \sup\{x,0\}} existe en {\displaystyle E.}[1]

### Espacio de Riesz y celosías vectoriales
Un espacio de Riesz o un retículo vectorial es un retículo vectorial preordenado, cuyo preorden es un orden parcial.
De manera equivalente, es un espacio vectorial ordenado cuyo preorden es un retículo.
Téngase en cuenta que numeroses autores requirieron que un retículo vectorial fuera un espacio vectorial parcialmente ordenado (en lugar de simplemente un espacio vectorial preordenado), mientras que otros solo requieren que sea un espacio vectorial preordenado.
De ahora en adelante, se asume en el artículo que cada espacio de Riesz y cada retículo vectorial es un espacio vectorial ordenado, pero que un retículo vectorial preordenado no está necesariamente parcialmente ordenado.
Si {\displaystyle E} es un espacio vectorial ordenado sobre {\displaystyle \mathbb {R} } cuyo cono positivo {\displaystyle C} (los elementos {\displaystyle \,\geq 0}) se ha generado (es decir, tal que {\displaystyle E=C-C}), y si para cada {\displaystyle x,y\in C} existe {\displaystyle \sup\{x,y\}} o {\displaystyle \inf\{x,y\}}, entonces {\displaystyle E} es un retículo vectorial.

### Intervalos
Un intervalo de orden en un espacio vectorial parcialmente ordenado es un conjunto convexo de la forma {\displaystyle [a,b]=\{x:a\leq x\leq b\}.}
En un espacio vectorial real ordenado, todo intervalo de la forma {\displaystyle [-x,x]} es equilibrado.
De los axiomas 1 y 2 anteriores se deduce que {\displaystyle x,y\in [a,b]} y {\displaystyle t\in (0,1)} implica que {\displaystyle tx(1-t)y\in [a,b].}
Se dice que un subconjunto está ordenado si está contenido en algún intervalo de orden.
Una unidad de orden de un espacio vectorial preordenado es cualquier elemento {\displaystyle x} tal que el conjunto {\displaystyle [-x,x]} sea absorbente.
El conjunto de todos los funcionales lineales en un espacio vectorial preordenado {\displaystyle V} que asigna cada intervalo de orden a un conjunto acotado se denomina dual de orden acotado de {\displaystyle V} y se denota por {\displaystyle V^{b}.}.
Si un espacio es ordenado, entonces su dual de orden acotado es un subespacio vectorial de su espacio dual.
Un subconjunto {\displaystyle A} de un retículo vectorial {\displaystyle E} se llama de orden completo si para cada subconjunto {\displaystyle B\subseteq A} no vacío tal que {\displaystyle B} sea de orden acotado en {\displaystyle A,}, tanto {\displaystyle \sup B} como {\displaystyle \inf B} existen y son elementos de {\displaystyle A.}
Se dice que un retículo vectorial {\displaystyle E} es de orden completo si {\displaystyle E} es un subconjunto de orden completo de {\displaystyle E.}

## Clasificación
Los espacios de Riesz de dimensión finita están completamente clasificados por el axioma de Arquímedes:
Teorema: Supóngase que {\displaystyle X} es un retículo vectorial de dimensión finita {\displaystyle n.} Si {\displaystyle X} tiene un orden arquimediano, entonces es (un retículo vectorial) isomorfo a {\displaystyle \mathbb {R} ^{n}} según su orden canónico. De lo contrario, existe un número entero {\displaystyle k} que satisface que {\displaystyle 2\leq k\leq n} tal que {\displaystyle X} es isomorfo a {\displaystyle \mathbb {R} _{L}^{k}\times \mathbb {R} ^{n-k}} donde {\displaystyle \mathbb {R} ^{n-k}} tiene su orden canónico, {\displaystyle \mathbb {R} _{L}^{k}} es {\displaystyle \mathbb {R} ^{k}} con orden lexicográfico, y el producto de estos dos espacios tiene el orden canónico del producto.
El mismo resultado no se cumple en infinitas dimensiones. Según un ejemplo debido a Kaplansky, considérese el espacio vectorial V de funciones en [0,1] que son continuas excepto en un número finito de puntos, donde tienen un polo de segundo orden. Este espacio está ordenado en un retículo mediante la comparación puntual habitual, pero no se puede escribir como ℝκ para ningún cardinal κ. Por otro lado, la epi mono factorización en la categoría de espacios vectoriales ℝ también se aplica a los espacios de Riesz: cada espacio vectorial ordenado en retículo es inyectivo en un cociente de ℝκ por un subespacio sólido.

## Propiedades básicas
Todo espacio de Riesz es un espacio vectorial parcialmente ordenado, pero no todo espacio vectorial parcialmente ordenado es un espacio de Riesz.
Téngase en cuenta que para cualquier subconjunto {\displaystyle A} de {\displaystyle X,} {\displaystyle \sup A=-\inf(-A)} siempre que exista el supremo o el ínfimo (en cuyo caso, ambos existen).
Si {\displaystyle x\geq 0} y {\displaystyle y\geq 0}, entonces {\displaystyle [0,x]+[0,y]=[0,x+y].}
Para todos los {\displaystyle a,b,x,{\text{ e }}y} en un espacio de Riesz {\displaystyle X,} {\displaystyle a-\inf(x,y)+b=\sup(a-x+b,a-y+b).}

### Valor absoluto
Para cada elemento {\displaystyle x} en un espacio Riesz {\displaystyle X,} el valor absoluto de {\displaystyle x,} denotado por {\displaystyle |x|,} se define como {\displaystyle |x|:=\sup\{x,-x\},} donde esta condición satisface que {\displaystyle -|x|\leq x\leq |x|} y {\displaystyle |x|\geq 0.}
Para cualquier {\displaystyle x,y\in X} y cualquier número real {\displaystyle r,} se tiene que {\displaystyle |rx|=|r||x|} y {\displaystyle |x+y|\leq |x|+|y|.}

### Disjunción
Se dice que dos elementos {\displaystyle x{\text{ e }}y} en un retículo vectorial {\displaystyle X} forman un retículo disjunto o simplemente que son disjuntos si {\displaystyle \inf\{|x|,|y|\}=0,} en cuyo caso se escribe que {\displaystyle x\perp y.}
Dos elementos {\displaystyle x{\text{ e }}y} son disjuntos si y solo si {\displaystyle \sup\{|x|,|y|\}=|x|+|y|.}
Si {\displaystyle x{\text{ e }}y} son disjuntos, entonces {\displaystyle |x+y|=|x|+|y|} y {\displaystyle (x+y)^{+}=x^{+}+y^{+},} son para cualquier elemento {\displaystyle z,} {\displaystyle z^{+}:=\sup\{z,0\}} y {\displaystyle z^{-}:=\sup\{-z,0\}.}
Se dice que dos conjuntos {\displaystyle A} y {\displaystyle B} son disjuntos si {\displaystyle a} y {\displaystyle b} son disjuntos para todo {\displaystyle a\in A} y todo {\displaystyle b\in B,} en cuyo caso se escribe {\displaystyle A\perp B.}
Si {\displaystyle A} es el conjunto unitario {\displaystyle \{a\}}, entonces se escribe {\displaystyle a\perp B} en lugar de {\displaystyle \{a\}\perp B.}
Para cualquier conjunto {\displaystyle A,} se define el complemento disjunto como el conjunto {\displaystyle A^{\perp }:=\left\{x\in X:x\perp A\right\}.}
Los complementos disjuntos son siempre bandas, pero lo contrario no es cierto en general.
Si {\displaystyle A} es un subconjunto de {\displaystyle X} tal que {\displaystyle x=\sup A} existe, y si {\displaystyle B} es un subconjunto reticular en {\displaystyle X} que está separado de {\displaystyle A,} entonces {\displaystyle B} es un retículo disjunto de {\displaystyle \{x\}.}

### Representación como suma disjunta de elementos positivos
Para cualquier {\displaystyle x\in X,}, sean {\displaystyle x^{+}:=\sup\{x,0\}} y {\displaystyle x^{-}:=\sup\{-x,0\},} donde debe tenerse en cuenta que ambos elementos son {\displaystyle \geq 0} y {\displaystyle x=x^{+}-x^{-}} con {\displaystyle |x|=x^{+}+x^{-}.}
Entonces, {\displaystyle x^{+}} y {\displaystyle x^{-}} son disjuntos, y {\displaystyle x=x^{+}-x^{-}} es la representación única de {\displaystyle x} como la diferencia de elementos disjuntos que son {\displaystyle \geq 0.}
Para todos los {\displaystyle x,y\in X,} {\displaystyle \left|x^{+}-y^{+}\right|\leq |x-y|} y {\displaystyle x+y=\sup\{x,y\}+\inf\{x,y\}.}
Si {\displaystyle y\geq 0} y {\displaystyle x\leq y}, entonces {\displaystyle x^{+}\leq y.}
Además, {\displaystyle x\leq y} si y solo si {\displaystyle x^{+}\leq y^{+}} y {\displaystyle x^{-}\leq y^{-}.}
Cada espacio de Riesz es un retículo distributivo, es decir, tiene las siguientes propiedades equivalentes: para todos los {\displaystyle x,y,z\in X}
1. {\displaystyle x\wedge (y\vee z)=(x\wedge y)\vee (x\wedge z).}
2. {\displaystyle x\vee (y\wedge z)=(x\vee y)\wedge (x\vee z).}
3. {\displaystyle (x\wedge y)\vee (y\wedge z)\vee (z\wedge x)=(x\vee y)\wedge (y\vee z)\wedge (z\vee x).}
4. {\displaystyle x\wedge z=y\wedge z} y {\displaystyle x\vee z=y\vee z} siempre implican {\displaystyle x=y.}

Cada espacio de Riesz cumple la propiedad de descomposición de Riesz.

## Orden de convergencia
Hay varias formas significativas y no equivalentes de definir la convergencia de secuencias o redes con respecto a la estructura de orden de un espacio de Riesz. Se dice que una secuencia {\displaystyle \left\{x_{n}\right\}} en un espacio de Riesz {\displaystyle E} converge monótonamente si es una secuencia monótona decreciente (respectivamente, creciente) y su ínfimo (recíprocamente, supremo) {\displaystyle x} existe en {\displaystyle E} y se denota {\displaystyle x_{n}\downarrow x} (respectivamente, {\displaystyle x_{n}\uparrow x}).
Se dice que una secuencia {\displaystyle \left\{x_{n}\right\}} en un espacio de Riesz {\displaystyle E} converge en orden a {\displaystyle x} si existe una secuencia monótona convergente {\displaystyle \left\{p_{n}\right\}} en {\displaystyle E} tal que {\displaystyle \left|x_{n}-x\right|<p_{n}\downarrow 0.}
Si {\displaystyle u} es un elemento positivo de un espacio de Riesz {\displaystyle E}, entonces se dice que una secuencia {\displaystyle \left\{x_{n}\right\}} en {\displaystyle E} converge u-uniformemente a {\displaystyle x} si para cualquier {\displaystyle r>0} existe un {\displaystyle N} tal que {\displaystyle \left|x_{n}-x\right|<ru} para todo {\displaystyle n>N.}

## Subespacios
La estructura adicional proporcionada por estos espacios permite generar distintos tipos de subespacios de Riesz.
La colección de cada tipo de estructura en un espacio de Riesz (por ejemplo, la colección de todos los ideales) forma un retículo distributivo.

### Subretículos
Si {\displaystyle X} es un retículo vectorial, entonces un subretículo vectorial es un subespacio vectorial {\displaystyle F} de {\displaystyle X} tal que para todo {\displaystyle x,y\in F,} {\displaystyle \sup\{x,y\}} pertenece a {\displaystyle F} (donde este supremo se toma en {\displaystyle X}).
Puede suceder que un subespacio {\displaystyle F} de {\displaystyle X} sea un retículo vectorial bajo su orden canónico pero que no sea un subretículo vectorial de {\displaystyle X.}

### Ideales
Un subespacio vectorial {\displaystyle I} de un espacio de Riesz {\displaystyle E} se llama ideal si es sólido, es decir, si para {\displaystyle f\in I} y {\displaystyle g\in E,} {\displaystyle |g|\leq |f|} implica que {\displaystyle g\in I.}
La intersección de una colección arbitraria de ideales es nuevamente un ideal, lo que permite la definición de un ideal más pequeño que contiene algún subconjunto no vacío {\displaystyle A} de {\displaystyle E,} y se llama ideal generado por {\displaystyle A.} Un ideal generado por un conjunto unitario se llama ideal principal.

### Bandas e ideales σ
Una banda {\displaystyle B} en un espacio de Riesz {\displaystyle E} se define como un ideal con la propiedad adicional de que para cualquier elemento {\displaystyle f\in E} para el que su valor absoluto {\displaystyle |f|} es el supremo de un subconjunto arbitrario de elementos positivos en {\displaystyle B,} de forma que {\displaystyle f} en realidad está en {\displaystyle B}-{\displaystyle \sigma }. Los ideales se definen de manera similar, con las palabras 'subconjunto arbitrario' reemplazadas por 'subconjunto numerable'. Claramente, cada banda es ideal para {\displaystyle \sigma }, pero lo contrario no es cierto en general.
La intersección de una familia arbitraria de bandas es nuevamente una banda.
Al igual que con los ideales, para cada subconjunto no vacío {\displaystyle A} de {\displaystyle E,} existe una banda más pequeña que contiene ese subconjunto, llamada la banda generada por {\displaystyle A.}
Una banda generada por un conjunto unitario se llama banda principal.

### Bandas de proyección
Una banda {\displaystyle B} en un espacio de Riesz se llama banda de proyección, si {\displaystyle E=B\oplus B^{\bot }} significa que cada elemento {\displaystyle f\in E} se puede escribir de forma única como una suma de dos elementos, {\displaystyle f=u+v} con {\displaystyle u\in B} y {\displaystyle v\in B^{\bot }.}
Entonces también existe una proyección idempotente lineal positiva, o {\displaystyle P_{B}:E\to E,} tal que {\displaystyle P_{B}(f)=u.}
La colección de todas las bandas de proyección en un espacio de Riesz forma un álgebra de Boole. Algunos espacios no tienen bandas de proyección no triviales (por ejemplo, {\displaystyle C([0,1])}), por lo que este álgebra booleana puede ser trivial.

### Completitud
Un retículo vectorial es completo si cada subconjunto tiene tanto un supremo como un mínimo.
Un retículo vectorial es completo de Dedekind si cada conjunto con un límite superior tiene un supremo y cada conjunto con un límite inferior tiene un mínimo.
Un retículo vectorial de orden completo y orden regular cuya imagen canónica en su bidual de orden es de orden completo se denomina mínima y se dice que es de tipo mínimo.

## Subespacios, cocientes y productos
Subretículos
Si {\displaystyle M} es un subespacio vectorial de un espacio vectorial preordenado {\displaystyle X}, entonces el orden canónico en {\displaystyle M} inducido por el cono positivo {\displaystyle X} de {\displaystyle C} es el preorden inducido por el cono convexo puntiagudo {\displaystyle C\cap M,} donde este cono es propio si {\displaystyle C} es propio (es decir, si {\displaystyle C\cap (-C)=\varnothing }).
Un subretículo de un retículo vectorial {\displaystyle X} es un subespacio vectorial {\displaystyle M} de {\displaystyle X} tal que para todo {\displaystyle x,y\in M,} {\displaystyle \sup _{}{}_{X}(x,y)} pertenece a {\displaystyle X} (es importante tener en cuenta que este supremo se toma en {\displaystyle X} y no en {\displaystyle M}).
Si {\displaystyle X=L^{p}([0,1],\mu )} con {\displaystyle 0<p<1,}, entonces el subespacio vectorial bidimensional {\displaystyle M} de {\displaystyle X} definido por todas las aplicaciones de la forma {\displaystyle t\mapsto at+b} (donde {\displaystyle a,b\in \mathbb {R} }) es un retículo vectorial bajo el orden inducido, pero no es un subretículo de {\displaystyle X.}
Esto se produce a pesar de que {\displaystyle X} es un orden completo arquimediano con un retículo vectorial topológico.
Además, existe un subretículo vectorial {\displaystyle N} de este espacio {\displaystyle X} tal que {\displaystyle N\cap C} tiene un interior vacío en {\displaystyle X}, pero ningún funcional lineal positivo en {\displaystyle N} puede extenderse a un funcional lineal positivo en {\displaystyle X.}
Retículos de cociente
Sea {\displaystyle M} un subespacio vectorial de un espacio vectorial ordenado {\displaystyle X} que tiene un cono positivo {\displaystyle C,} sea {\displaystyle \pi :X\to X/M} la proyección canónica y sea {\displaystyle {\hat {C}}:=\pi (C).}
Entonces, {\displaystyle {\hat {C}}} es un cono en {\displaystyle X/M} que induce un preorden canónico en el espacio cociente {\displaystyle X/M.}
Si {\displaystyle {\hat {C}}} es un cono propio en {\displaystyle X/M}, entonces {\displaystyle {\hat {C}}} convierte a {\displaystyle X/M} en un espacio vectorial ordenado.
Si {\displaystyle M} es {\displaystyle C} saturado, entonces {\displaystyle {\hat {C}}} define el orden canónico de {\displaystyle X/M.}
Téngase en cuenta que {\displaystyle X=\mathbb {R} _{0}^{2}} proporciona un ejemplo de un espacio vectorial ordenado, en el que {\displaystyle \pi (C)} no es un cono propio.
Si {\displaystyle X} es un retículo vectorial y {\displaystyle N} es un subespacio vectorial sólido de {\displaystyle X}, entonces {\displaystyle {\hat {C}}} define el orden canónico de {\displaystyle X/M} bajo el cual {\displaystyle L/M} es un retículo vectorial y la aplicación canónica {\displaystyle \pi :X\to X/M} es un homomorfismo de un retículo vectorial.
Además, si {\displaystyle X} tiene un orden completo y {\displaystyle M} es una banda en {\displaystyle X}, entonces {\displaystyle X/M} es isomorfo con respecto a {\displaystyle M^{\bot }.}.
Además, si {\displaystyle M} es sólido, entonces la topología de orden de {\displaystyle X/M} es el cociente de la topología de orden en {\displaystyle X.}.
Si {\displaystyle X} es un retículo vectorial topológico y {\displaystyle M} es un subretículo sólido cerrado de {\displaystyle X}, entonces {\displaystyle X/L} también es un retículo vectorial topológico.
Producto
Si {\displaystyle S} es cualquier conjunto, entonces el espacio {\displaystyle X^{S}} de todas las funciones desde {\displaystyle S} hasta {\displaystyle X} está ordenado canónicamente por el cono propio {\displaystyle \left\{f\in X^{S}:f(s)\in C{\text{for all }}s\in S\right\}.}.
Supóngase que {\displaystyle \left\{X_{\alpha }:\alpha \in A\right\}} es una familia de espacios vectoriales preordenados y que el cono positivo de {\displaystyle X_{\alpha }} es {\displaystyle C_{\alpha }.}
Entonces, {\displaystyle C:=\prod _{\alpha }C_{\alpha }} es un cono convexo puntiagudo en {\displaystyle \prod _{\alpha }X_{\alpha },} que determina un orden canónico en {\displaystyle \prod _{\alpha }X_{\alpha }}; y
{\displaystyle C} es un cono propio si todos los {\displaystyle C_{\alpha }} son conos propios.
Suma directa algebraica
La suma directa algebraica {\displaystyle \bigoplus _{\alpha }X_{\alpha }} de {\displaystyle \left\{X_{\alpha }:\alpha \in A\right\}} es un subespacio vectorial de {\displaystyle \prod _{\alpha }X_{\alpha }} al que se le da el ordenamiento del subespacio canónico heredado de {\displaystyle \prod _{\alpha }X_{\alpha }.}
Si {\displaystyle X_{1},\ldots ,X_{n}} son subespacios vectoriales ordenados de un espacio vectorial ordenado {\displaystyle X}, entonces {\displaystyle X} es la suma directa ordenada de estos subespacios si el isomorfismo algebraico canónico de {\displaystyle X} sobre {\displaystyle \prod _{\alpha }X_{\alpha }} (con el orden canónico del producto) es un isomorfismo de órdenes.

## Espacios de aplicaciones lineales
Se dice que un cono {\displaystyle C} en un espacio vectorial {\displaystyle X} es generador si {\displaystyle C-C} es igual a todo el espacio vectorial.
Si {\displaystyle X} y {\displaystyle W} son dos espacios vectoriales ordenados no triviales con respectivos conos positivos {\displaystyle P} y {\displaystyle Q,} entonces {\displaystyle P} se genera en {\displaystyle X} si y solo si el conjunto {\displaystyle C=\{u\in \operatorname {L} (X;W):u(P)\subseteq Q\}} es un cono propio en {\displaystyle \operatorname {L} (X;W),} que es el espacio de todas las aplicaciones lineales desde {\displaystyle X} hasta {\displaystyle W.}
En este caso, el orden definido por {\displaystyle C} se denomina ordenamiento canónico de {\displaystyle \operatorname {L} (X;W).}.
De manera más general, si {\displaystyle M} es cualquier subespacio vectorial de {\displaystyle \operatorname {L} (X;W)} tal que {\displaystyle C\cap M} sea un cono propio, el orden definido por {\displaystyle C\cap M} se denomina ordenamiento canónico de {\displaystyle M.}
Una aplicación lineal {\displaystyle u:X\to Y} entre dos espacios vectoriales preordenados {\displaystyle X} e {\displaystyle Y} con sus respectivos conos positivos {\displaystyle C} y {\displaystyle D} se llama positivo si {\displaystyle u(X)\subseteq D.}
Si {\displaystyle X} e {\displaystyle Y} son retículos vectoriales con orden completo en {\displaystyle Y}, y si {\displaystyle H} es el conjunto de todas las aplicaciones lineales positivas de {\displaystyle X} a {\displaystyle Y}, entonces el subespacio {\displaystyle M:=H-H} de {\displaystyle \operatorname {L} (X;Y)} es un retículo vectorial de orden completo bajo su orden canónico. Además, {\displaystyle M} contiene exactamente aquellas aplicaciones lineales que asignan intervalos de orden de {\displaystyle X} a intervalos de orden de {\displaystyle Y.}

### Funcionales positivos y dual de orden
Una función lineal {\displaystyle f} en un espacio vectorial preordenado se llama positiva si {\displaystyle x\geq 0} implica {\displaystyle f(x)\geq 0.}
El conjunto de todas las formas lineales positivas en un espacio vectorial, denotado por {\displaystyle C^{*},} es un cono igual a la polar de {\displaystyle -C.}
El dual de orden' de un espacio vectorial ordenado {\displaystyle X} es el conjunto, denotado por {\displaystyle X^{+},} definido por {\displaystyle X^{+}:=C^{*}-C^{*}.}
Aunque {\displaystyle X^{+}\subseteq X^{b},} existen espacios vectoriales ordenados para los cuales no se cumple la igualdad de conjuntos.

## Homomorfismo de retículo vectorial
Supóngase que {\displaystyle X} e {\displaystyle Y} son retículos vectoriales preordenados con conos positivos {\displaystyle C} y {\displaystyle D}, y sea {\displaystyle u:X\to Y} una aplicación.
Entonces, {\displaystyle u} es un homomorfismo de retículo vectorial preordenado si {\displaystyle u} es lineal y si se cumple alguna de las siguientes condiciones equivalentes:
1. {\displaystyle u} conserva las operaciones de retículo.
2. {\displaystyle u(\sup\{x,y\})=\sup\{u(x),u(y)\}} para todos {\displaystyle x,y\in X.}
3. {\displaystyle u(\inf\{x,y\})=\inf\{u(x),u(y)\}} para todos los {\displaystyle x,y\in X.}
4. {\displaystyle u(|x|)=\sup \left\{u\left(x^{+}\right),u\left(x^{-}\right)\right\}} para todos los {\displaystyle x\in X.}
5. {\displaystyle 0=\inf \left\{u\left(x^{+}\right),u\left(x^{-}\right)\right\}} para todos {\displaystyle x\in X.}
6. {\displaystyle u(C)=D} y {\displaystyle u^{-1}(0)} es un subconjunto sólido de {\displaystyle X.}[5]
7. si {\displaystyle x\geq 0}, entonces {\displaystyle u(x)\geq 0.}[1]
8. {\displaystyle u} preserva el orden.[1]

Un homomorfismo de retículo vectorial preordenado que es biyectivo es un isomorfismo de retículo vectorial preordenado.
Un homomorfismo de retículo vectorial preordenado entre dos espacios de Riesz se denomina homomorfismo de retículo vectorial;
si también es biyectivo, entonces se llama isomorfismo de retículo vectorial.
Si {\displaystyle u} es un funcional lineal distinto de cero en un retículo vectorial {\displaystyle X} con cono positivo {\displaystyle C}, entonces las siguientes expresiones son equivalentes:
1. {\displaystyle u:X\to \mathbb {R} } es un homomorfismo de retículo vectorial sobreyectivo.
2. {\displaystyle 0=\inf \left\{u\left(x^{+}\right),u\left(x^{-}\right)\right\}} para todo {\displaystyle x\in X.}
3. {\displaystyle u\geq 0} y {\displaystyle u^{-1}(0)} es un hiperplano sólido en {\displaystyle X.}
4. {\displaystyle u'} genera un rayo extremo del cono {\displaystyle X^{*}} en {\displaystyle X^{*}.}

Un rayo extremo del cono {\displaystyle C} es un conjunto {\displaystyle \{rx:r\geq 0\}} en el que {\displaystyle x\in C} {\displaystyle x} es distinto de cero, y si {\displaystyle y\in C} es tal que {\displaystyle x-y\in C} entonces {\displaystyle y=sx} para algún {\displaystyle s} tal que {\displaystyle 0\leq s\leq 1.}
Un homomorfismo de retículo vectorial de {\displaystyle X} a {\displaystyle Y} es un homomorfismo topológico cuando a {\displaystyle X} e {\displaystyle Y} se les da sus respectivas topologías de orden.

## Propiedades de proyección
Existen numerosas propiedades de proyección que pueden tener los espacios de Riesz. Se dice que un espacio de Riesz tiene la propiedad de proyección (principal) si cada banda (principal) es una banda de proyección.
El llamado teorema de inclusión principal relaciona las siguientes propiedades adicionales con la propiedad de proyección (principal): Un espacio de Riesz es…
- Completo de Dedekind (CD) si todo conjunto no vacío, acotado por arriba, tiene un supremo.
- Súper completo de Dedekind (SCD) si cada conjunto no vacío, acotado por arriba, tiene un subconjunto numerable con supremo idéntico.
- De Dedekind {\displaystyle \sigma }-completo si cada conjunto numerable no vacío, acotado por arriba, tiene un supremo.
- Propiedad arquimediana si, para cada par de elementos positivos {\displaystyle x} e {\displaystyle Y}, siempre que la desigualdad {\displaystyle nx\leq y} sea válida para todos los números enteros {\displaystyle n}, entonces {\displaystyle x=0}.

A su vez, estas propiedades se relacionan de la siguiente manera. SCD implica CD; CD implica tanto la completitud {\displaystyle \sigma } de Dedekind como la propiedad de proyección; tanto la completitud {\displaystyle \sigma } de Dedekind como la propiedad de proyección implican por separado la propiedad de proyección principal; y la propiedad de proyección principal implica el axioma de Arquímedes.
Ninguna de las implicaciones inversas se cumple, pero la completitud {\displaystyle \sigma } de Dedekind y la propiedad de proyección juntas implican la propiedad CD.

## Ejemplos
- El espacio de funciones continuas con valores reales con soporte compacto en un espacio topológico {\displaystyle X} con el orden parcial en cada punto definido por {\displaystyle f\leq g} cuando {\displaystyle f(x)\leq g(x)} para todo {\displaystyle x\in X,} es un espacio de Riesz. Es arquimediano, pero normalmente no tiene la propiedad de proyección principal a menos que {\displaystyle X} satisfaga condiciones adicionales (por ejemplo, ser extremadamente desconectado).
- Cualquier espacio {\displaystyle L^{p}} con el orden parcial puntual (casi en todas partes) es un espacio de Riesz completo de Dedekind.
- El espacio {\displaystyle \mathbb {R} ^{2}} con orden lexicográfico es un espacio de Riesz no arquimediano.

## Propiedades
- Los espacios de Riesz son grupos ordenados en retículo
- Cada espacio Riesz es un retículo distributivo